# Unidá Nacionalista Asturiana
Unidá Nacionalista Asturiana (UNA) fou un partit polític asturià que sorgí de la unió, el 1988, de dues organitzacions nacionalistes d'esquerra: Ensame Nacionalista Astur (ENA) i Xunta Nacionalista Asturiana.
UNA es va presentar a les eleccions europees de 1989 amb José Suárez "Felechosa" de candidat, cosa que va provocar les primeres divisions internes sobre l'encertat de la participació en aquestes eleccions. També es presentà a les eleccions generals espanyoles de 1989, cosa que els suposà una forta despesa econòmica, i en la qual va obtenir 3.164 vots (un 0,54% del total), mentre que el regionalista Partíu Asturianista (PAS), format el 1985 aplegà 3.476 vots (un 0’57%). Aquesta situació obriria una via entre les executives d'ambdós partits per a una coalició de cara a les eleccions autonòmiques d'Astúries de 1991, cosa que provocà el març de 1990 que nou membres de la seva Xunta Nacional, membres d'un corrent crític d'opinió i crítics amb la coalició amb PAS, fossin expulsats de l'organització pels altres 14 membres. Els expulsats fundarien poc després Andecha Astur.
UNA i PAS arribaren a un acord electoral i formaren Coalició Asturiana per a presentar-se a les eleccions de maig de 1991 amb Xuan Xosé Sánchez Vicente president del PAS com a cap de llista. Coalició Asturiana aplegà 14.500 vots i Sanchez Vicente va obtenir l'acta de diputat a la Junta General.
El PAS no trigà a capitalitzar els resultats i deixarà de banda les forces d'esquerra; l'UNA denunciarà la situació arribant a demanar Sanchez Vicente la renúncia a l'acta de diputat.